# IC 4739
IC 4739 ist eine Spiralgalaxie vom Hubble-Typ SABc im Sternbild Pfau am Südsternhimmel. Sie ist schätzungsweise 199 Millionen Lichtjahre von der Milchstraße entfernt.
Das Objekt wurde am 20. Juli 1901 von DeLisle Stewart entdeckt.